# أطروحة في معرفة علم رمي السهام
كتاب في معرفة علم رمي السهام والذي يُختصر تحت اسم المعرفة، هي أطروحة عربية عن الرماية كتبها حسين اليوني الرامي البعلي عام 1320م. كانت الأطروحة مخصصة لمن يدخلون فيلق الرماة في سلطنة المماليك، وتحفظ الأطروحة في ثلاث مخطوطات.

## المخطوطات
مخطوطات المعرفة المعروفة هي:
- مخطوطة MS 3158: 1 المحفوظة في مكتبة تشيستر بيتي في دبلن.[1]
- مخطوطة MS Orient. A 1340 المحفوظة في مكتبة الأبحاث في جوتا.[1]
- مخطوطة MS Or. 955 المحفوظة بمكتبة الجامعة في لايدن.[1]

بالإضافة إلى تلك المخطوطات الثلاثة، كانت توجد نسخة رابعة محتملة بمكتبة الإسكندرية تحتوي على عمل بعنوان القصيدة اليونانية في الرمي عن الأقواس.

## مؤلف
مؤلف كتاب المعرفة هو الحسين بن عبد الرحمن بن محمد بن الشيخ عبد الله بن عثمان بن أبي القاسم بن محمد بن جعفر اليوني أبو محمد الرامي البعلي. ويظهر اسمه في قاموس السيرة الذاتية لابن حجر في القرن الرابع عشر الدرر الكامنة. يشير لقبه البعلي إلى مدينة بعلبك واللقب الرامي يعني رامي السهام. 
وبحسب ابن حجر ، وُلِد الرامي البعلي حوالي عام 1250. شوهد آخر مرة على قيد الحياة في 10 سبتمبر 1324 وعُثر عليه ميتًا بعد أسبوع. وكتب كتاب المعرفة وهو في السبعينيات من عمره.  كما كتب قصيدة عن الرماية موجودة في مخطوطتين بآيا صوفيا MSS 2952 و 4051 بعد حادثة وقعت في دمشق عام 1277 أو 1278. توجد قصيدة أخرى عن الرماية تُنسب إليه أو لابنه في مخطوطة ليدن. وهي بعنوان المسائل أو النهاية في علم الرماية. وتحتوي كلا القصيدتين على تعليق.

## الملخص
يعتبر كتاب المعرفة دورة منظمة للتدريب المهني للمشتركين وأعضاء فيلق الرماة. كان هؤلاء الرماة جنود مشاة في جيوش أن المماليك الذين كانوا يمارسونها. يصف متطلبات الرامي في كل مرحلة من مراحل تقدمه المهني من مبتدي (مبتدئ) إلى رامي (مطلق النار) ومتمرس ومحترف.
يعتبر كتاب المعرفة من أقدم نصوص الرماية التي تصف بشكل منهجي أجزاء الجسم يجب أن تكون في حالة الانتصاب أو الاسترخاء أو السكون في كل مرحلة من مراحل الرماية. كان هذا ابتكارًا مؤثرًا التقطته جميع الأطروحات الإسلامية اللاحقة حول هذا الموضوع.
من ممارسات المحترفين التي يذكرها كتاب المعرفة هو "فن الاختراق"، حيث يُظهر الرماة مهارتهم من خلال إطلاق أنواع مختلفة من رؤوس الأسهم من خلال أهداف مختلفة. قد ينطوي التحدي على سبيل المثال على وضع رأس مصنوع من الجلد المقوى عبر صفيحة نحاسية. يتكلم الكتاب أيضًا عن شكل آخر من أشكال الرماية وهو "فن التحليق". وفي هذا النوع ، يُطلق سهم به مرفقات هشة (مثل قشر البيض الفارغ) مثبتًا بعموده في السقف دون كسر تلك المرفقات.